# 강화군의 국회의원

## 행정구역 변천
- 1945년 8월 15일 경기도 강화군
- 1995년 3월 1일 인천광역시 강화군

## 강화군의 역대 국회의원 일람
| 대수         | 이름           | 소속정당        | 임기                               | 선거구역                                                           |
| ------------ | -------------- | --------------- | ---------------------------------- | ------------------------------------------------------------------ |
| 제1대        | 윤재근(尹在根) | 무소속          | 1948년 5월 31일 ~ 1950년 5월 30일  | 강화군 일원                                                        |
| 제2대        | 윤재근(尹在根) | 무소속          | 1950년 5월 31일 ~ 1954년 5월 30일  | 강화군 일원                                                        |
| 제3대        | 윤일상(尹一相) | 자유당          | 1954년 5월 31일 ~ 1958년 5월 30일  | 강화군 일원                                                        |
| 제4대        | 윤재근(尹在根) | 무소속          | 1958년 5월 31일 ~ 1960년 7월 28일  | 강화군 일원                                                        |
| 제5대 민의원 | 윤재근(尹在根) | 무소속          | 1960년 7월 29일 ~ 1961년 5월 16일  | 강화군 일원                                                        |
| 제6대        | 이돈해(李暾海) | 민주공화당      | 1963년 12월 17일 ~ 1967년 6월 30일 | 김포군·강화군 일원                                                 |
| 제7대        | 김재소(金在紹) | 민주공화당      | 1967년 7월 1일 ~ 1971년 6월 30일   | 김포군·강화군 일원                                                 |
| 제8대        | 김재춘(金在春) | 민중당 (1967년) | 1971년 7월 1일 ~ 1972년 10월 17일  | 김포군·강화군 일원                                                 |
| 제9대        | 김재춘(金在春) | 민주공화당      | 1973년 3월 12일 ~ 1979년 3월 11일  | 고양군·김포군·강화군 일원                                          |
| 제9대        | 김유탁(金裕琸) | 민주공화당      | 1973년 3월 12일 ~ 1979년 3월 11일  | 고양군·김포군·강화군 일원                                          |
| 제10대       | 오홍석(吳洪錫) | 신민당          | 1979년 3월 12일 ~ 1980년 10월 27일 | 고양군·김포군·강화군 일원                                          |
| 제10대       | 김유탁(金裕琸) | 민주공화당      | 1979년 3월 12일 ~ 1980년 10월 27일 | 고양군·김포군·강화군 일원                                          |
| 제11대       | 신능순(申能淳) | 민주정의당      | 1981년 4월 11일 ~ 1985년 4월 10일  | 부천시·김포군·강화군 일원                                          |
| 제11대       | 오홍석(吳洪錫) | 민주한국당      | 1981년 4월 11일 ~ 1985년 4월 10일  | 부천시·김포군·강화군 일원                                          |
| 제12대       | 안동선(安東善) | 신한민주당      | 1985년 4월 11일 ~ 1988년 5월 29일  | 부천시·김포군·강화군 일원                                          |
| 제12대       | 박규식(朴珪植) | 민주정의당      | 1985년 4월 11일 ~ 1988년 5월 29일  | 부천시·김포군·강화군 일원                                          |
| 제13대       | 정해남(丁海男) | 민주정의당      | 1988년 5월 30일 ~ 1992년 5월 29일  | 김포군·강화군 일원                                                 |
| 제14대       | 김두섭(金斗燮) | 통일국민당      | 1992년 5월 30일 ~ 1996년 5월 29일  | 김포군·강화군 일원                                                 |
| 제15대       | 이경재(李敬在) | 신한국당        | 1996년 5월 30일 ~ 2000년 5월 29일  | 계양구·강화군 을 : 계양구 계양1동, 강화군 일원                     |
| 제16대       | 박용호(朴容琥) | 새천년민주당    | 당선 무효                          | 서구·강화군 을 : 서구 검단동, 강화군 일원                          |
| 제16대       | 이경재(李敬在) | 한나라당        | 2002년 8월 9일 ~ 2004년 5월 29일   | 서구·강화군 을 : 서구 검단동, 강화군 일원                          |
| 제17대       | 이경재(李敬在) | 한나라당        | 2004년 5월 30일 ~ 2004년 5월 29일  | 서구·강화군 을 : 서구 검단1동 검단2동, 강화군 일원                 |
| 제18대       | 이경재(李敬在) | 무소속          | 2008년 5월 30일 ~ 2012년 5월 29일  | 서구·강화군 을 : 서구 검단1동 검단2동 검단3동 검단4동, 강화군 일원 |
| 제19대       | 안덕수(安德壽) | 새누리당        | 당선 무효                          | 서구·강화군 을 : 서구 검단1동 검단2동 검단3동 검단4동, 강화군 일원 |
| 제19대       | 안상수(安相洙) | 새누리당        | 2015년 4월 30일 ~ 2016년 5월 29일  | 서구·강화군 을 : 서구 검단1동 검단2동 검단3동 검단4동, 강화군 일원 |
| 제20대       | 안상수(安相洙) | 무소속          | 2016년 5월 30일 ~ 2020년 5월 29일  | 중구·동구·강화군·옹진군 일원                                       |
| 제21대       | 배준영(裵俊英) | 미래통합당      | 2020년 5월 30일 ~ 2024년 5월 29일  | 중구·강화군·옹진군 일원                                            |
| 제22대       | 배준영(裵俊英) | 국민의힘        | 2024년 5월 30일 ~                  | 중구·강화군·옹진군 일원                                            |

## 같이 보기
- 부천시의 국회의원
- 김포시의 국회의원
- 인천 서구의 국회의원
- 인천 계양구의 국회의원
- 인천 중구의 국회의원
- 인천 동구의 국회의원
- 인천 옹진군의 국회의원
- 김포군·강화군
- 계양구·강화군 을
- 서구·강화군 을
- 중구·동구·강화군·옹진군
- 중구·강화군·옹진군